# Impatiens barbata
Impatiens barbata är en balsaminväxtart som beskrevs av Comber. Impatiens barbata ingår i släktet balsaminer, och familjen balsaminväxter. Inga underarter finns listade i Catalogue of Life.